# Guldager Sogn
Guldager Sogn ist eine Kirchspielsgemeinde (dän.: Sogn)  im südlichen Dänemark. Bis 1970 gehörte sie zur Harde Skast  Herred im damaligen Ribe Amt, danach zur Esbjerg Kommune im erweiterten Ribe Amt, die im Zuge der  Kommunalreform zum 1. Januar 2007 in der „neuen“  Esbjerg Kommune in der Region Syddanmark aufgegangen ist.

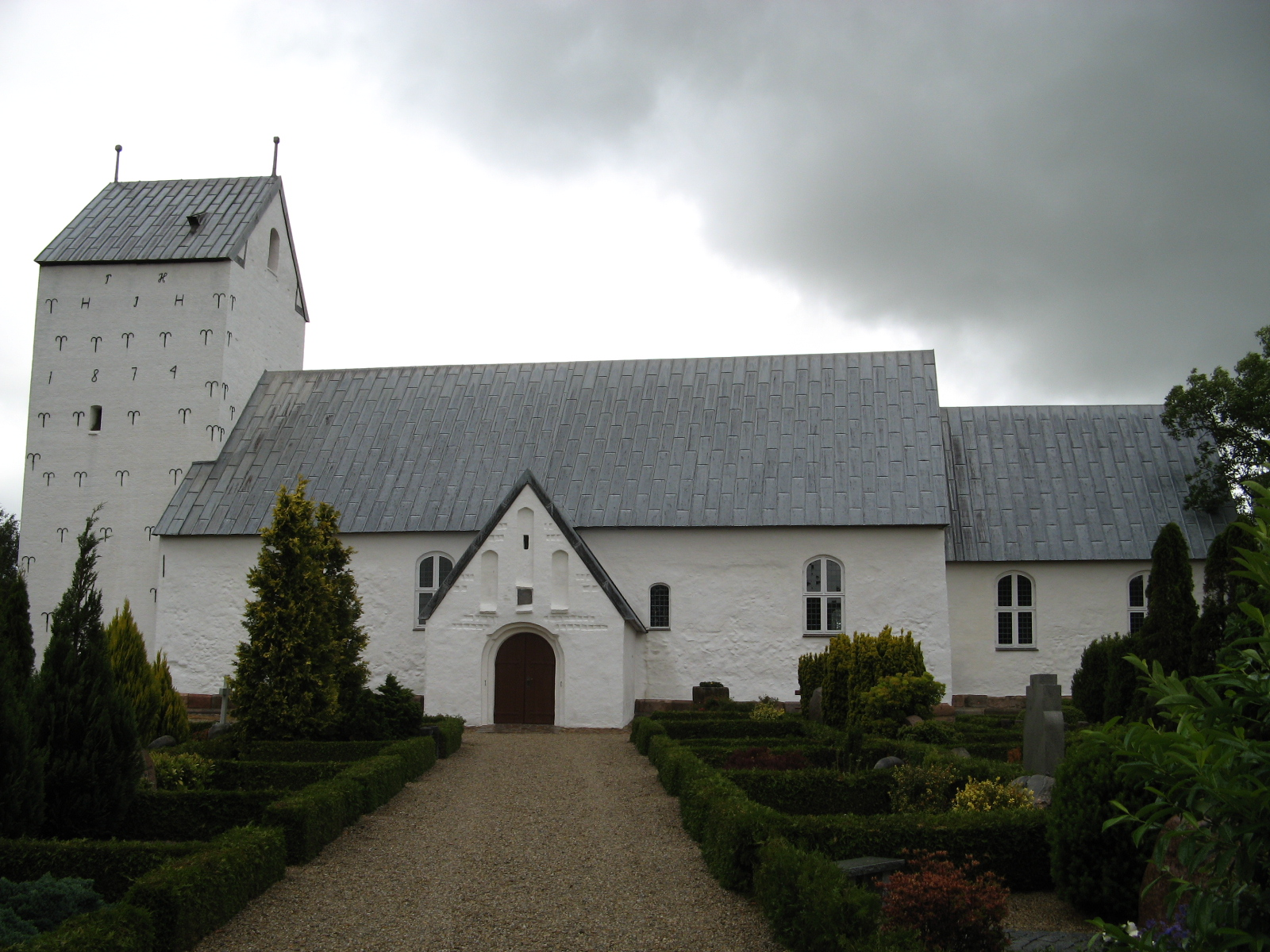
Guldager Kirke

Im Kirchspiel leben 6060 Einwohner, davon 970 im Kirchdorf (Stand:1. Januar 2023). Im Kirchspiel liegt die Kirche „Guldager Kirke“.